# نوکیا ۲۶۵۰
گوشی ۲۶۵۰ از نوع مدل‌های تاشوی نوکیا است.
این گوشی از اولین مدل‌های نوکیا است که در آن محافظ صفحه (اسکرین سیور) متحرک اضافه شده‌است. از دیگر قابلیت‌های این مدل نوکیا هشدار چراغ صفحه نمایش به هنگام دریافت تماس یا پیام جدید است.
این محصول همچنین قابلیت اتصال به اینترنت را نیز داراست.